# Kuzma (automobilismo)
Kuzma è stato un costruttore statunitense di auto da corsa presente nelle gare statunitensi negli anni 1950 e 1960.
Tra il 1950 e il 1960 la 500 Miglia di Indianapolis faceva parte del Campionato mondiale di Formula 1, per questo motivo la Kuzma ha all'attivo anche 10 Gran Premi e una vittoria in F1 grazie a Troy Ruttman nel 1952.